# Метаболический ацидоз
Метаболический ацидоз (лат. acidosis metabolica) — одна из разновидностей расстройств кислотно-основного равновесия. Является одной из форм негазового ацидоза.
Причинами могут быть:
- нарушения метаболизма, приводящие к накоплению нелетучих кислот и кетоновых тел;
- нарушения работы буферных систем и расстройство физиологических механизмов, обеспечивающих нейтрализацию и выведение избытка нелетучих кислот из организма.

Встречается при различных типах гипоксии, сердечной, печёночной и почечной недостаточностях.
У метаболического ацидоза есть два варианта механизма компенсации: срочный и долговременный.